# Hugo Herrmann (Politiker)
Georg Hugo Herrmann (* 26. Juli 1879 in Jagstheim; † 23. August 1943 in Blaufelden) war ein deutscher Politiker (DDP).

## Leben
Hugo Herrmann wurde als Sohn eines selbstständigen Landwirtes geboren. Nach dem Besuch der Volksschule in Jagstheim verdiente er seinen Lebensunterhalt als landwirtschaftlicher Angestellter. Herrmann gehörte von 1913 bis 1918 für die Volkspartei der württembergischen Kammer der Abgeordneten an und war von 1919 bis 1920 Mitglied der Verfassunggebenden Landesversammlung von Württemberg.
Nach dem Ersten Weltkrieg trat Herrmann der Deutschen Demokratischen Partei (DDP) bei. Im April 1922 zog Herrmann im Nachrückverfahren in den im Juni 1920 gewählten ersten Reichstag der Weimarer Republik ein, in dem er den ausgeschiedenen Abgeordneten Karl Hermann als Vertreter des Wahlkreises 34 (Württemberg) ersetzte. Er gehörte dem deutschen Parlament in der Folgezeit bis zum Mai 1924 an.